# 1796 en Lorraine
Chronologie de la Lorraine
- 1792
- 1793
- 1794
- 1795
- 1796
- 1797
- 1798
- 1799
- 1800

Cette page est une liste d'événements qui se sont produits durant l'année 1796 en Lorraine.

## Événements

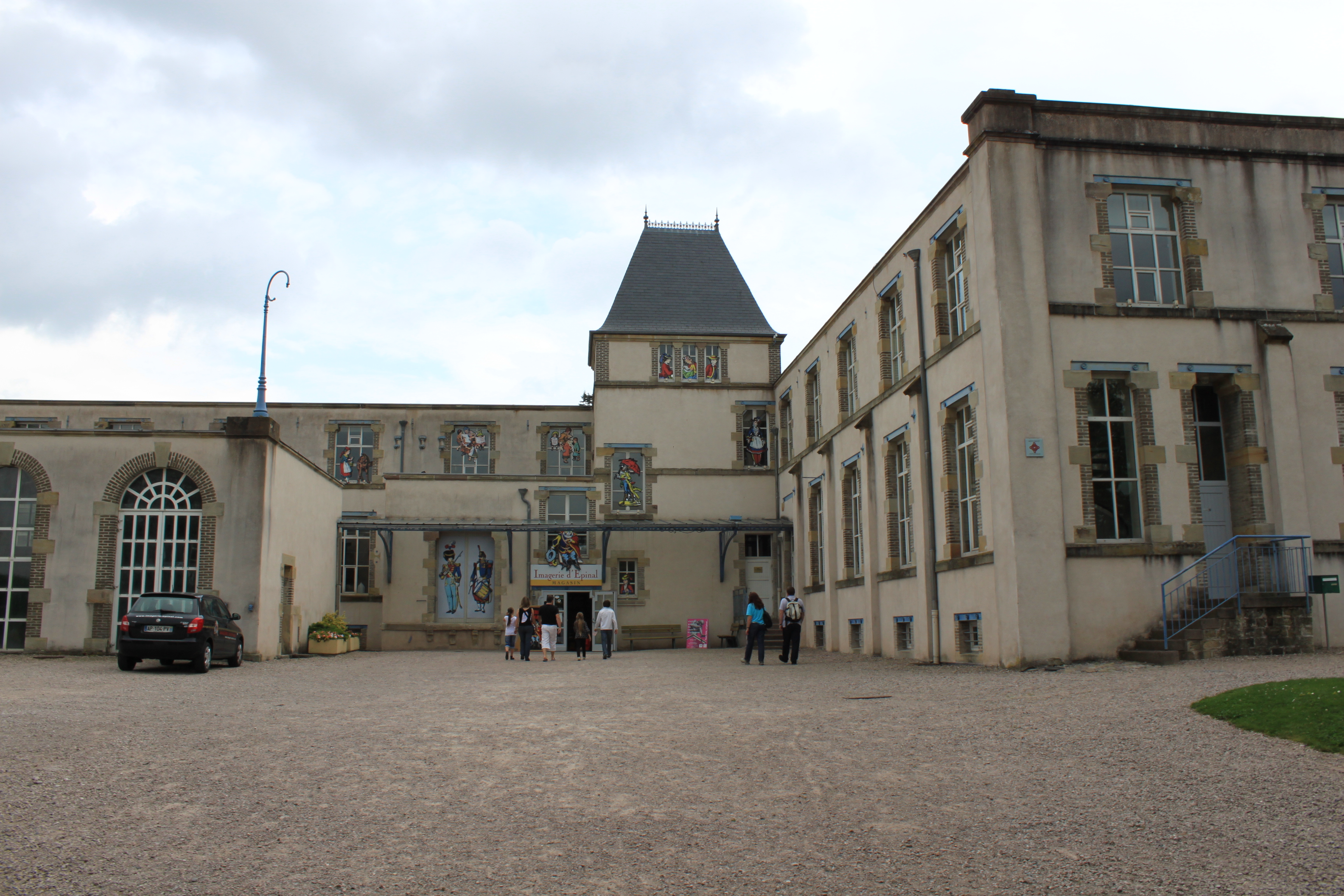
Imagerie d'Epinal : la façade de la fabrique.

- Création de l' Imagerie d'Épinal par Jean-Charles Pellerin[1].
- Est élu député de la Moselle au conseil des anciens : Joseph Becker : élu le 23 vendémiaire an IV, il en sortit en 1798, et se montra favorable au 18 brumaire ; le gouvernement impérial le nomma percepteur en 1804.

## Naissances

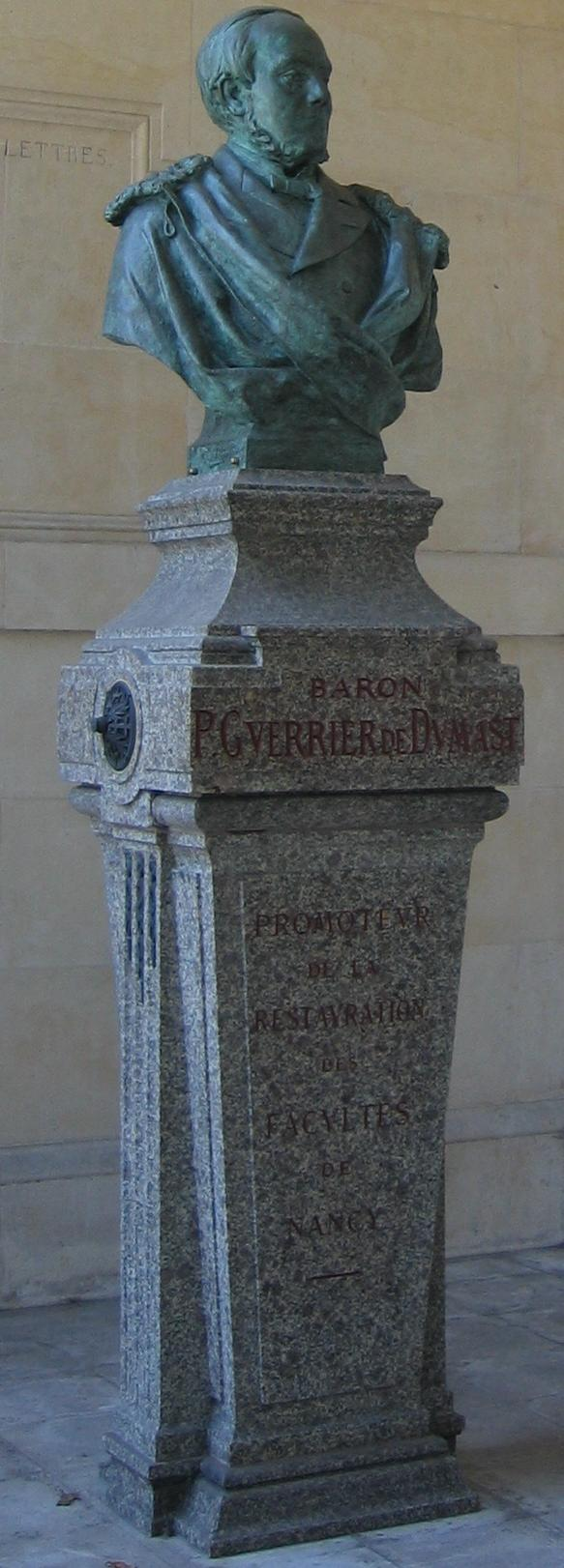
Prosper Guerrier de Dumast.

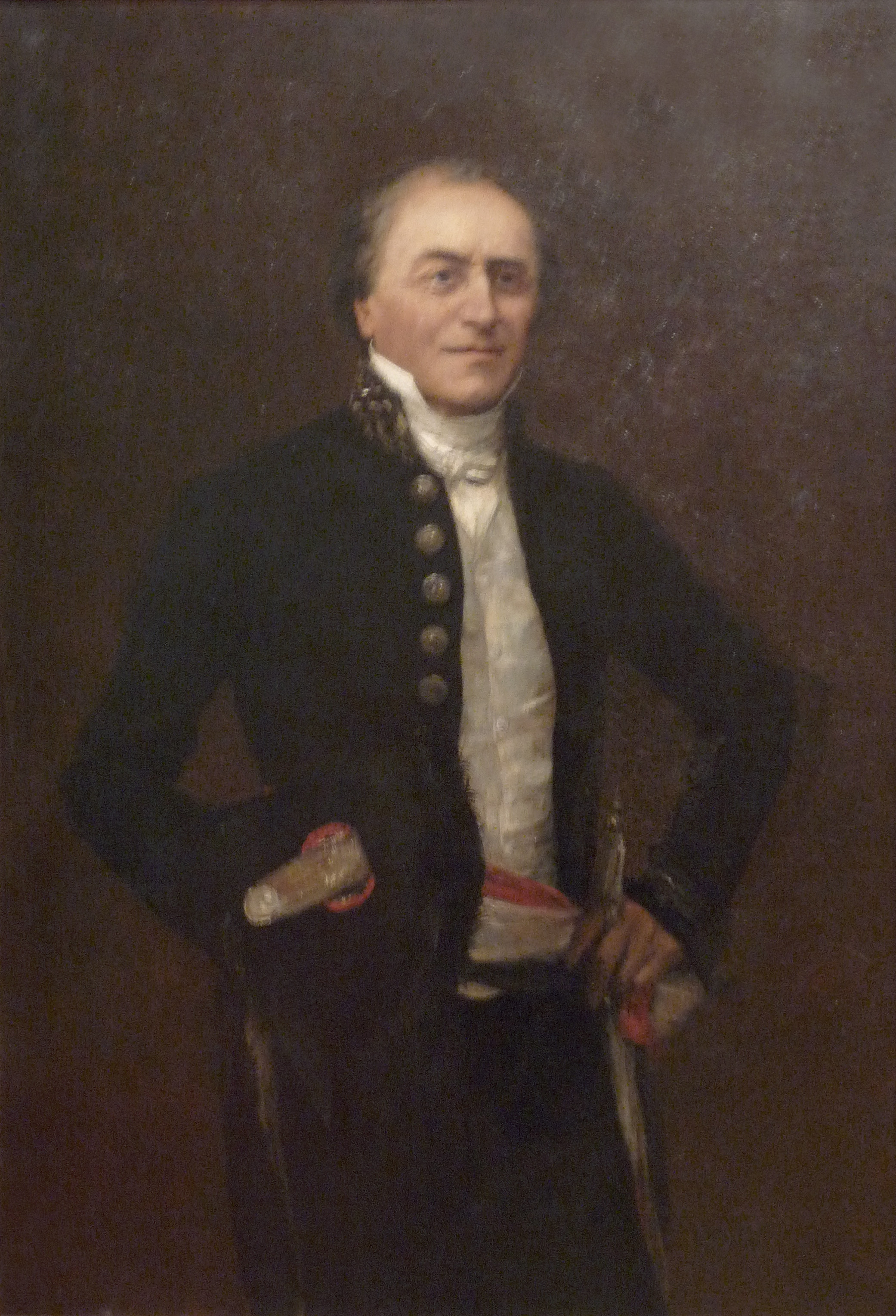
Paulin Gillon par Jules Bastien-Lepage.

- 3 février à Ventron : Jean-Thiébaut Géhin[2], mort le 5 janvier 1843 à Saulxures-sur-Moselotte[3], chef d'entreprise et homme politique.
- 26 février à Nancy : Prosper Guerrier de Dumast, décédé le 26 janvier 1883,  figure du catholicisme libéral et de la défense de la ville de Nancy (lotharingisme).
- 12 mars à Rambervillers : Paul-Constant Billot (1796-1863),  botaniste français.
- 8 juin à Rambervillers : Augustin Braux, homme politique français décédé le 5 octobre 1883 à Paris.
- 22 juin à Nubécourt (Meuse) : Paulin Gillon, mort le 1er novembre 1878 à Nubécourt (Meuse), avocat et homme politique français qui fut maire de Bar-le-Duc et député de la Meuse de 1848 à 1851 et de 1871 à 1876.
- 4 août à Metz : Samuel Cahen, journaliste et hébraïsant français du XIXe siècle (mort à Paris le 8 janvier 1862). Il est principalement connu pour avoir réalisé la première traduction juive de la Bible en français.
- 30 août  à Ancerville: Paul Émile Debraux, le plus souvent appelé Émile Debraux[4], mort le 12 février 1831 à Paris, écrivain, goguettier, poète et chansonnier français.
- 24 octobre à Épinal (Vosges) : Charles Hingray, homme politique français décédé le 7 juin 1870 à Paris. Libraire à Paris, il se rend célèbre avec le procès qui lui est intenté pour avoir refusé de payer le péage sur le pont des Arts. Il est député des Vosges de 1848 à 1849, siégeant à gauche.
- 1er novembre à Port-sur-Seille : Charles-Louis-Marie-Yves, comte de Ludre,  mort à Art-sur-Meurthe le 28 juin 1884, militaire et homme politique français.
- 30 novembre à Nancy : François Leclerc, homme politique français décédé le 29 juillet 1875 à Nancy.

## Décès
- 9 janvier à Metz : Pierre-René Lemonnier, né en 1731 à Paris; dramaturge et librettiste français.
- 29 mars à Ramonchamp (Vosges) : Laurent Yves Antoine André, homme politique français né le 20 octobre 1750 à Remiremont (Vosges). Notaire au Thillot, puis administrateur du département, il est député des Vosges de 1791 à 1792.
- 11 avril à Lunéville : François-Antoine Devaux, dit « Panpan », né le 16 septembre 1712 à Lunéville, poète lorrain puis, après 1766, français.
- 29 juin à Morey (Meurthe): François Louis Humbert, né le 21 octobre 1725 à Puttelange-aux-Lacs (Moselle),  maréchal de camp de la Révolution française.
- 23 août à Neuvilly-en-Argonne (Meuse) : Louis de Bigault de Signemont, né le 18 avril 1732 à Le Claon dans la Meuse, général français de la révolution.
- 26 décembre à Metz : Louis François Passerat de La Chapelle, seigneur de Bellegarde, né le 28 février 1726 à Montmorillon (Vienne) général de brigade de la Révolution française.